# جرائم عاشقانه کابل
جنایات عاشقانه کابل یک فیلم مستند محصول 2011 است که دربارهٔ موارد منتخب زندانیان در زندان زنان باغ بادام در کابل، افغانستان، که نیمی از زنان در آنجا به دلیل «جرایم اخلاقی» مانند زنا، رابطه جنسی قبل از ازدواج و فرار از خانه زندانی هستند، ساخته شده است. یکی از زندانبانان در ابتدای فیلم می‌گوید: «اگر آنها زنان خوبی بودند، اینجا نبودند.»

## موارد
- کریمه، ۲۰ ساله و باردار، دو ماه است که در انتظار محاکمه به جرم رابطه جنسی قبل از ازدواج با نامزدش فیروز است. او با ۱۵ سال زندان مواجه است.
- علیمه، ۲۳ ساله، از خانواده خشن خود فرار کرد و به خانه زنی دیگر به نام ضیا جان پناه برد. آنها سه ماه است که در زندان هستند. علیمه، ضیا را به تلاش برای فحشا متهم کرده که ضیا آن را رد می‌کند. علیمه به دلیل فرار تا ۱۵ سال زندان، ضیا جان تا ۲۰ سال به دلیل جادادن و اقدام به فروش او نیز با ۲۰ سال زندان روبروست.
- صابره، ۱۸ ساله متهم به داشتن رابطه مقعدی با همسایه است. او توسط پدرش تحویل داده شد. معاینه پزشکی نشان داده که او هنوز باکره است.

## پذیرایی
با توجه به سایت جمع‌آوری منتقدان راتن تومیتوز، این فیلم ۵۸ درصد امتیاز منتقدان را به خود اختصاص داده است و در نقدها آن را «خیره کننده»، «جذاب» و «تکان دهنده» خوانده شده است.
- نه برقع پشت میله‌ها، مستندی در مورد زندگی زنان در زندان تخار در سال ۲۰۱۳ در افغانستان.